# Gremory
Gremory ili Gomory, u demonologiji, pedeset i šesti duh Goecije, ima titulu vojvode i zapovjedništvo nad dvadeset i šest legija. Uzima lik žene s vojvodskom krunom koja jaši na devi. Poznaje sve što je bilo, što se događa i što će se tek dogoditi i može je se navesti da proriče budućnost. Osim toga, prizivaču može pokazati mjesta gdje su skrivena blaga i kako da netko osvoji ljubav određene žene.